# پشته ساری
پشته سوری، روستایی از توابع بخش مرکزی شهرستان کوهدشت در استان لرستان ایران است.
اهالی این روستا به زبان لکی صحبت می کنند.

## جمعیت
این روستا در دهستان گل گل قرار دارد و براساس سرشماری مرکز آمار ایران در سال ۱۳۸۵، جمعیت آن ۳۰۲ نفر (۶۵خانوار) بوده‌است.